# 長吻寡脂鯉
長吻寡脂鯉，為輻鰭魚綱脂鯉目脂鯉亞目脂鯉科的一種熱帶淡水魚，其种加词“longirostris”意为“长吻的”。分布於南美洲巴西伊瓜蘇河流域，體長可達11.5公分，棲息在底中層水域，生活習性不明。